# Sean Penn
Sean Justin Penn (sinh ngày 17 tháng 8 năm 1960) là một diễn viên và đạo diễn điện ảnh người Mỹ. Ông đồng thời cũng là nhà hoạt động chính trị và thành viên của Viện Hàn lâm Khoa học và Nghệ thuật Điện ảnh từ năm 2004. Được biết tới qua nhiều vai diễn đa dạng, Sean Penn đã giành 2 Giải Oscar cho nam diễn viên chính xuất sắc nhất cho các vai diễn trong Mystic River và Milk.

## Tiểu sử
Penn sinh năm 1960 tại Santa Monica, California trong gia đình của ông Leo Penn, một diễn viên và đạo diễn, và bà Eileen Ryan, cũng là một diễn viên. Sean Penn có anh trai là Michael Penn, một nhạc sĩ, và một em trai là Chris Penn, Chris cũng là diễn viên như Sean Penn, anh qua đời năm 2006. Ông bà nội của Sean Penn là những người gốc Do Thái di cư đến Mỹ từ Nga còn mẹ của Sean là một người Mỹ gốc Ý và Ireland theo Công giáo. Penn được nuôi dạy trong một gia đình thế tục, bản thân ông là một người theo thuyết bất khả tri.

## Sự nghiệp
Vai diễn đầu tiên của Sean Penn là trong một tập phim năm 1974 của loạt phim truyền hình Ngôi nhà nhỏ trên thảo nguyên (Little House on the Prairie). Vai diễn điện ảnh đầu tiên của Sean Penn là trong bộ phim Taps (1981). Đến năm 1983, Penn bắt đầu được chú ý với vai diễn Mick O'Brien trong bộ phim Bad Boys. Năm 1986, Penn diễn chung với Christopher Walken trong bộ phim At Close Range, tác phẩm này sử dụng bài hát "Live to Tell" của ngôi sao ca nhạc trẻ Madonna. Một thời gian ngắn sau đó, Penn và Madonna lập gia đình.
Năm 1995, Sean Penn được đề cử Giải Oscar cho nam diễn viên chính xuất sắc nhất đầu tiên cho vai diễn người tử tù trong bộ phim của đạo diễn Tim Robbins, Dead Man Walking. Sau đề cử cho Dead Man Walking, Penn còn hai lần nữa được đề cử và thất bại ở hạng mục này với vai diễn trong các phim Sweet and Lowdown (1999) và I am Sam (2001). Ở lần đề cử thứ 4 năm 2003 với vai diễn trong Mystic River, Penn đã có giải Oscar đầu tiên, ông tiếp tục chiến thắng ở hạng mục Vai nam chính vào năm 2008 với vai diễn chính trị gia đồng tính Harvey Milk trong bộ phim Milk.
Không dừng lại ở vai trò diễn viên, Penn thử sức với vị trí đạo diễn từ năm 1991 với bộ phim The Indian Runner. Sau The Indian Runner, Sean Penn còn đạo diễn ba bộ phim khác được đánh giá cao là The Crossing Guard (1995), The Pledge (2001) và Into the Wild (2007).

## Đời tư
Người vợ đầu tiên của Penn là ngôi sao ca nhạc Madonna. Cuộc hôn nhân của hai người đã thu hút sự chú ý của dư luận và khiến Penn thường xuyên nổi nóng với giới phóng viên. Hai người chia tay năm năm 1989. Sau Madonna, Penn có quan hệ tình cảm với Robin Wright, hai người có con đầu lòng, Dylan Frances, vào năm 1991. Sau khi có đứa con thứ hai, Hopper Jack, vào năm 1993, hai người mới tổ chức hôn lễ vào năm 1996. Cuối năm 2007, có tin rằng Penn chuẩn bị ly dị một lần nữa tuy nhiên vụ ly dị đã được tạm ngừng vào tháng 4 năm 2008.
Không chỉ là một nghệ sĩ điện ảnh, Penn còn là một nhà hoạt động chính trị tích cực. Ông đã từng nhiều lần chỉ trích chính sách của tổng thống George W. Bush, Penn cũng từng đến thăm Iran và gặp chủ tịch Cuba Raúl Castro. Sau khi bão Katrina xảy ra tháng 9 năm 2005, Penn đã tới New Orleans, Louisiana và tự mình tham gia các hoạt động cứu hộ.

## Danh sách phim tham gia

### Diễn viên
| Năm  | Phim                                                 | Vai diễn                  | Ghi chú |
| ---- | ---------------------------------------------------- | ------------------------- | --- |
| 1981 | Taps                                                 | Alex Dwyer                | |
| 1982 | Fast Times at Ridgemont High                         | Jeff Spicoli              | |
| 1983 | Summerspell                                          | Buddy                     | |
| 1983 | Bad Boys                                             | Michael O'Brien           | |
| 1984 | Crackers                                             | Dillard                   | |
| 1984 | Racing with the Moon                                 | Henry 'Hopper' Nash/Lou   | |
| 1985 | The Falcon and the Snowman                           | Daulton Lee               | |
| 1986 | At Close Range                                       | Brad Whitewood Jr.        | |
| 1986 | Shanghai Surprise                                    | Glendon Wasey             | |
| 1987 | Dear America: Letters Home from Vietnam              | Người dẫn chuyện          | |
| 1988 | Cool Blue                                            | Phil the Plumber          | Vai phụ vô danh |
| 1988 | Colors                                               | Danny McGavin             | |
| 1988 | Judgment in Berlin                                   | Guenther X                | |
| 1989 | Casualties of War                                    | Tony Meserve              | |
| 1989 | We're No Angels                                      | Jim                       | |
| 1990 | State of Grace                                       | Terry Noonan              | |
| 1991 | Schneeweißrosenrot                                   | Bản thân                  | Phim tài liệu |
| 1992 | Cruise Control                                       | Jeffrey                   | Phim ngắn |
| 1993 | The Last Party                                       | Bản thân                  | Phim tài liệu |
| 1993 | Carlito's Way                                        | David Kleinfeld           | Đề cử - Giải Quả cầu vàng cho nam diễn viên điện ảnh phụ xuất sắc nhất |
| 1995 | Dead Man Walking                                     | Matthew Poncelet          | Chlotrudis Awards Giải Tinh thần Độc lập cho Vai nam chính Giải Gấu bạc cho nam diễn viên chính xuất sắc nhất Đề cử — Giải Oscar cho nam diễn viên chính xuất sắc nhất Đề cử — Giải Quả cầu vàng cho nam diễn viên phim chính kịch xuất sắc nhất |
| 1997 | Loved                                                | Man on the Hill (Michael) | |
| 1997 | She's So Lovely                                      | Eddie Quinn               | Giải nam diễn viên chính xuất sắc nhất tại Liên hoan phim Cannes |
| 1997 | U Turn                                               | Bobby Cooper              | |
| 1997 | The Game                                             | Conrad Van Orton          | |
| 1997 | Hugo Pool                                            | Strange Hitchhiker        | |
| 1998 | Hurlyburly                                           | Eddie                     | Volpi Cup Đề cử — Giải Tinh thần Độc lập cho Vai nam chính |
| 1998 | The Thin Red Line                                    | Welsh                     | |
| 1999 | Being John Malkovich                                 | Bản thân                  | Vai phụ vô danh |
| 1999 | Sweet and Lowdown                                    | Emmett Ray                | Đề cử — Giải Oscar cho nam diễn viên chính xuất sắc nhất Đề cử — Giải Chlotrudis Đề cử — Giải Quả cầu vàng cho nam diễn viên phim ca nhạc hoặc phim hài xuất sắc nhất                                                                            |
| 2000 | A Constant Forge                                     | Bản thân                  | Phim tài liệu |
| 2000 | Up at the Villa                                      | Rowley Flint              | |
| 2000 | Before Night Falls                                   | Cuco Sánchez              | |
| 2000 | The Weight of Water                                  | Thomas Janes              | |
| 2001 | Dogtown and Z-Boys                                   | Người dẫn truyện          | Phim tài liệu |
| 2001 | The Beaver Trilogy                                   | Groovin' Larry            | |
| 2001 | Scene Smoking: Cigarettes, Cinema & the Myth of Cool | Bản thân                  | Phim tài liệu |
| 2001 | See How They Run                                     | Bản thân                  | Phim tài liệu |
| 2001 | I Am Sam                                             | Sam Dawson                | Đề cử — Giải Oscar cho nam diễn viên chính xuất sắc nhất |
| 2003 | It's All About Love                                  | Marciello                 | |
| 2003 | Mystic River                                         | Jimmy Markum              | Giải Oscar cho nam diễn viên chính xuất sắc nhất Giải Quả cầu vàng cho nam diễn viên phim chính kịch xuất sắc nhất |
| 2003 | 21 Grams                                             | Paul Rivers               | Đề cử — Giải BAFTA cho nam diễn viên chính xuất sắc nhất |
| 2004 | The Assassination of Richard Nixon                   | Samuel J. Bicke           | |
| 2005 | The Interpreter                                      | Tobin Keller              | |
| 2006 | All the King's Men                                   | Willie Stark              | |
| 2008 | Milk                                                 | Harvey Milk               | Giải Oscar cho nam diễn viên chính xuất sắc nhất |

### Đạo diễn
| Năm  | Phim               | Ghi chú                                              |
| ---- | ------------------ | ---------------------------------------------------- |
| 1991 | The Indian Runner  | Đề cử — Giải Báo vàng Liên hoan phim quốc tế Locarno |
| 1995 | The Crossing Guard | Đề cử — Giải Sư tử vàng                              |
| 2001 | The Pledge         | Đề cử — Giải Gấu vàng Đề cử - Giải Cành cọ vàng      |
| 2007 | Into the Wild      |                                                      |